# NGC 5287
NGC 5287 est une très vaste et lointaine galaxie lenticulaire (elliptique ?) située dans la constellation des Chiens de chasse. Sa vitesse par rapport au fond diffus cosmologique est de 18 782 ± 17 km/s, ce qui correspond à une distance de Hubble de 277 ± 19 Mpc (∼903 millions d'al). NGC 5287 a été découverte par l'astronome français Édouard Stephan en 1881.
À ce jour, une mesure non basée sur le décalage vers le rouge (redshift) donne une distance d'environ 279,000 Mpc (∼910 millions d'al). Cette valeur est à l'intérieur des valeurs de la distance de Hubble.